# Мишигантаун (Индијана)
Мишигантаун (енгл. Michigantown) град је у америчкој савезној држави Индијана.

## Демографија
По попису из 2010. године број становника је 467, што је 61 (15,0%) становника више него 2000. године.
| Група             | 2000.       | 2010.       |
| Белци             | 401 (98,8%) | 447 (95,7%) |
| Афроамериканци    | 0 (0,0%)    | 2 (0,4%)    |
| Азијати           | 0 (0,0%)    | 2 (0,4%)    |
| Хиспаноамериканци | 3 (0,7%)    | 12 (2,6%)   |
| Укупно            | 406         | 467         |